# Love vs. Money
Love vs. Money è il secondo album discografico in studio del cantautore e produttore statunitense The-Dream, pubblicato nel 2009.

## Tracce
1. Money Intro – 0:09
2. Rockin' That Shit – 3:41 (Terius Youngdell Nash, Christopher "Tricky" Stewart, Sean Hall)
3. Walkin' on the Moon (feat. Kanye West) – 4:14 (Nash, Carlos McKinney, Kanye West)
4. My Love (feat. Mariah Carey) – 3:24 (Nash, McKinney, Mariah Carey)
5. Put It Down – 5:01 (Nash, McKinney)
6. Sweat It Out – 4:24 (Nash, Stewart)
7. Take U Home 2 My Mama – 3:39 (Nash, Stewart)
8. Love vs. Money – 4:11 (Nash, Stewart)
9. Love vs. Money, Pt. 2 – 4:12 (Nash, Stewart)
10. Fancy – 6:29 (Nash, Stewart)
11. Right Side of My Brain – 4:26 (Nash, Stewart)
12. Mr. Yeah – 4:53 (Nash, Stewart)
13. Kelly's 12 Play – 4:17 (Nash, McKinney)

## Classifiche
| Classifica (2009)          | Posizione raggiunta |
| -------------------------- | ------------------- |
| USA Billboard 200          | 2                   |
| USA Top R&B/Hip-Hop Albums | 1                   |